# Koeleria caudata
Koeleria caudata é uma espécie de planta com flor pertencente à família Poaceae. 
A autoridade científica da espécie é (Link) Steud., tendo sido publicada em Synopsis Plantarum Glumacearum 1: 293. 1854.

## Portugal
Trata-se de uma espécie presente no território português, nomeadamente em Portugal Continental.
Em termos de naturalidade é endémica da Península Ibérica.

## Protecção
Não se encontra protegida por legislação portuguesa ou da Comunidade Europeia.